# Vertelhac
Vertelhac (en francès Verteillac) és un municipi francès situat al departament de la Dordonya i a la regió de la Nova Aquitània.

## Demografia
| 1962                                       | 1968 | 1975 | 1982 | 1990 | 1999 | 2007 |
| ------------------------------------------ | ---- | ---- | ---- | ---- | ---- | ---- |
| 683                                        | 655  | 652  | 724  | 706  | 675  | 645  |
| Des de 1962: població sense dobles comptes |      |      |      |      |      |      |

## Administració
| Període   | Identitat           | Partit |
| --------- | ------------------- | ------ |
| 1995-2008 | Jean Ferrier        |        |
| 2008-     | Jean-Pierre Bordier |        |

## Agermanaments
- Fontanetto Po